# CONCACAF Nations League 2024-2025 - Lega B
Questa voce raccoglie un approfondimento sulle gare della Lega B della CONCACAF Nations League 2024-2025. La fase a gironi della Lega B si disputa tra il 5 settembre e il 19 novembre 2024. 

## Gruppo A

### Classifica
| Squadra                   | Pt | G | V | N | P | GF | GS | DG |
| ------------------------- | -- | - | - | - | - | -- | -- | -- |
| El Salvador               | 15 | 6 | 5 | 0 | 1 | 12 | 6  | +6 |
| Saint Vincent e Grenadine | 13 | 6 | 4 | 1 | 1 | 12 | 7  | +5 |
| Bonaire                   | 4  | 6 | 1 | 1 | 4 | 4  | 8  | -4 |
| Montserrat                | 3  | 6 | 1 | 0 | 5 | 3  | 10 | -7 |

### Risultati
| Arbitro: | Benjamín Pineda |

|            |           |                                                              |
| Barzey 28’ | Marcatori | 9’ Landaverde 63’ Mauricio 68’ Benitez 84’ (rig.) Santamaría |

| Arbitro: | Jon Freemon |

|           |           |            |
| Hoeve 36’ | Marcatori | 39’ Pierre |

| Arbitro: | Rubiel Vázquez |

|                        |           |  |
| Stewart 15’ Spring 88’ | Marcatori |  |

| Arbitro: | Steven Madrigal |

|                                 |           |                     |
| Hoeve 45+3’ (aut.) Mauricio 60’ | Marcatori | 90+1’ Van der Sande |

| Arbitro: | Hakeem Harvey |

|  |           |                   |
|  | Marcatori | 49’ (rig.) Taylor |

| Arbitro: | Oshane Nation |

|                    |           |                                    |
| John 43’ Adams 63’ | Marcatori | 20’ Vásquez 70’ Ortíz 87’ Castillo |

| Arbitro: | Khamal Harding-Hodge |

|  |           |             |
|  | Marcatori | 29’ Cicilia |

| Arbitro: | Tristley Bassue |

|            |           |                      |
| Clavel 71’ | Marcatori | 39’ Adams 88’ Spring |

| Arbitro: | Jorge Leira |

|             |           |                               |
| Daniels 88’ | Marcatori | 42’ Pierre 86’ (rig.) Stewart |

| Arbitro: | Steven Madrigal |

|  |           |             |
|  | Marcatori | 83’ Vásquez |

| Arbitro: | José Torres |

|                             |           |                  |
| Spring 19’, 82’ Edwards 67’ | Marcatori | 75’ (aut.) Yorke |

| Arbitro: | Sergio Reyna |

|           |           |  |
| Tejada 9’ | Marcatori |  |

## Gruppo B

### Classifica
| Squadra      | Pt | G | V | N | P | GF | GS | DG  |
| ------------ | -- | - | - | - | - | -- | -- | --- |
| Curaçao      | 13 | 6 | 4 | 1 | 1 | 15 | 3  | +12 |
| Saint Lucia  | 9  | 6 | 3 | 0 | 3 | 7  | 15 | -8  |
| Grenada      | 7  | 6 | 2 | 1 | 3 | 7  | 6  | +1  |
| Saint-Martin | 6  | 6 | 2 | 0 | 4 | 8  | 13 | -5  |

### Risultati
| Arbitro: | Ken Pennyfeather |

|                        |           |            |
| Jude-Boyd 24’ Elva 55’ | Marcatori | 63’ Brenet |

| Arbitro: | David Gómez |

|  |           |                           |
|  | Marcatori | 5’ Akins 38’ Charles-Cook |

| Arbitro: | José Corporán |

|                                                         |           |  |
| J. Bacuna 10’ Kastaneer 13’ L. Bacuna 48’ Zimmerman 65’ | Marcatori |  |

| Arbitro: | Josué Ugalde |

|           |           |                                |
| Akins 51’ | Marcatori | 13’ Forino-Joseph 21’ Baptiste |

| Gros Islet 11 ottobre 2024, ore 17:00 UTC-4 | Grenada    | 0 – 0 referto | Curaçao | Daren Sammy Cricket Ground\| Arbitro: \| Jon Freemo \| |
| Arbitro:                                    | Jon Freemo |               |         |                                                        |

| Arbitro: | Odette Hamilton |

|          |           |               |
| Raga 30’ | Marcatori | 76’, 90’ Elva |

| Arbitro: | Christopher Mason |

|               |           |  |
| J. Bacuna 30’ | Marcatori |  |

| Arbitro: | Michael Venne |

|  |           |                                             |
|  | Marcatori | 8’ (rig.), 45+2’ Lebon 26’ Barakat 62’ Arne |

| Arbitro: | Shavin Greene |

|  |           |                                                         |
|  | Marcatori | 50’ Francis 56’ Charles-Cook 74’ Williams 86’ Hyppolite |

| Arbitro: | Félix Mojica |

|  |           |                                                    |
|  | Marcatori | 24’, 34’, 54’, 80’ Margaritha 78’ (rig.) J. Bacuna |

| Arbitro: | José Corporán |

|  |           |                            |
|  | Marcatori | 39’ Denis 87’, 90+3’ Lebon |

| Arbitro: | Fernando Hernández |

|                                       |           |             |
| Kastaneer 27’, 30’ J. Bacuna 73’, 79’ | Marcatori | 29’ Charles |

## Gruppo C

### Classifica
| Squadra      | Pt | G | V | N | P | GF | GS | DG  |
| ------------ | -- | - | - | - | - | -- | -- | --- |
| Haiti        | 18 | 6 | 6 | 0 | 0 | 29 | 5  | +24 |
| Porto Rico   | 9  | 6 | 3 | 0 | 3 | 11 | 12 | -1  |
| Sint Maarten | 9  | 6 | 3 | 0 | 3 | 7  | 18 | -11 |
| Aruba        | 0  | 6 | 0 | 0 | 6 | 5  | 17 | -12 |

### Risultati
| Arbitro: | Hakeem Harvey |

|                         |           |  |
| Lake 81’ Olivacce 90+3’ | Marcatori |  |

| Arbitro: | Filip Dujic |

|          |           |                                                     |
| Díaz 29’ | Marcatori | 51’ Jean Jacques 60’ Pierrot 76’ Louicius 83’ Nazon |

| Arbitro: | Carly Shaw-MacLaren |

|                                                      |           |  |
| Christopher 40’ Nazon 59’, 75’, 82’ Cantave 77’, 85’ | Marcatori |  |

| Arbitro: | Kimbell Ward |

|  |           |               |
|  | Marcatori | 73’ Antonetti |

| Arbitro: | Benjamín Pineda |

|                                     |           |                        |
| Amatkarijo 44’, 85’ (rig.) Kort 49’ | Marcatori | 2’ Sulia 90+5’ A. Díaz |

| Arbitro: | Kwinsi Williams |

|                  |           |                                   |
| Perret Gentil 6’ | Marcatori | 30’ Pierrot 38’ (rig.), 61’ Nazon |

| Arbitro: | Moeth Gaymes |

|                                  |           |               |
| G. Díaz 45’ R. Rivera 83’ (rig.) | Marcatori | 54’ Christina |

| Arbitro: | David Gómez |

|                                                                               |           |                                        |
| Jean Jacques 16’ Louicius 42’ Nazon 66’ (rig.) Picault 76’ Pierrot 89’ (rig.) | Marcatori | 14’ (rig.), 20’ Ostiana 78’ Kruydenhof |

| Arbitro: | Nicolas Wassouf |

|                                                           |           |             |
| Rivera 8’ Hernández 23’ Ríos 55’ Servania 62’ A. Díaz 81’ | Marcatori | 22’ Jiménez |

| Arbitro: | Norberto da Silva |

|  |           |                                                                              |
|  | Marcatori | 2’ Attys 14’, 25’, 52’ Pierrot 19’ Lacroix 49’, 58’ (rig.) Nazon 67’ Prunier |

| Arbitro: | Fernando Morón |

|  |           |             |
|  | Marcatori | 90’ Illidge |

| Arbitro: | Rubiel Vázquez |

|                                    |           |  |
| Attys 29’ Louicius 53’ Pierrot 70’ | Marcatori |  |

## Gruppo D

### Classifica
| Squadra           | Pt | G | V | N | P | GF | GS | DG  |
| ----------------- | -- | - | - | - | - | -- | -- | --- |
| Rep. Dominicana   | 18 | 6 | 6 | 0 | 0 | 27 | 4  | +23 |
| Bermuda           | 12 | 6 | 4 | 0 | 2 | 15 | 13 | +2  |
| Dominica          | 4  | 6 | 1 | 1 | 4 | 6  | 18 | -12 |
| Antigua e Barbuda | 1  | 6 | 0 | 1 | 5 | 2  | 15 | -13 |

### Risultati
| Arbitro: | Sanchez Bass |

|                        |           |                                     |
| Crichlow 17’ Lambe 51’ | Marcatori | 35’ Romero 62’ Mörschel 84’ Vásquez |

| Arbitro: | Odette Hamilton |

|                         |           |             |
| Bertrand 46’ Joseph 57’ | Marcatori | 53’ Stevens |

| Arbitro: | Okeito Nicholson |

|                        |           |  |
| Vásquez 11’ Romero 25’ | Marcatori |  |

| Arbitro: | Tristley Bassue |

|  |           |              |
|  | Marcatori | 56’ Crichlow |

| Arbitro: | Steven Madrigal |

|  |           |                                                           |
|  | Marcatori | 11’ García 13’ Romero 39’ Vásquez 88’, 90+2’ (rig.) Firpo |

| Arbitro: | Fernando Morón |

|            |           |                                                        |
| Joseph 61’ | Marcatori | 9’, 18’, 26’ (rig.) Wells 49’ Lewis 85’ Scott 90’ Bean |

| Arbitro: | Cristopher Corado |

|                                                                    |           |  |
| de Lucas 14’ Mörschel 35’ Romero 45+1’ (rig.) Firpo 52’ García 75’ | Marcatori |  |

| Arbitro: | Josué Ugalde |

|                                     |           |                              |
| Bredas 37’ (aut.) Hall 45’ Bean 67’ | Marcatori | 50’ Jules 59’ (rig.) Laville |

| Arbitro: | Timothy Derry |

|                          |           |              |
| Drew 8’ (aut.) Lambe 48’ | Marcatori | 69’ Massicot |

| Arbitro: | Nelson Salgado |

|            |           |                                                                  |
| Joseph 30’ | Marcatori | 13’, 65’ Romero 37’, 49’ Mörschel 68’ Mata 90+5’ (rig.) Paniagua |

| Cibao 18 novembre 2024, ore 17:00 UTC-4 | Antigua e Barbuda | 0 – 0 referto | Dominica | Estadio Cibao\| Arbitro: \| Timothy Derry \| |
| Arbitro:                                | Timothy Derry     |               |          |                                              |

| Arbitro: | José García Meléndez |

|                                                       |           |               |
| Romero 33’, 69’, 90’, 90+4’ J. López 75’ Mörschel 87’ | Marcatori | 45+2’ Parfitt |

## Statistiche

### Classifica marcatori
10 reti
- Dorny Romero

9 reti
- Duckens Nazon

7 reti
- Frantzdy Pierrot

5 reti
- Juninho Bacuna
- Heinz Mörschel

4 reti
- Jearl Margaritha

- Keelan Lebon

- Diel Spring

3 reti
- Nahki Wells]
- Gervane Kastaneer
- Travist Joseph

- Junior Firpo
- Ronaldo Vásquez
- Christopher Attys

- Louicius Don Deedson
- Caniggia Elva

2 reti
- Rovien Ostiana
- Jai Bean
- Kane Crichlow
- Reggie Lambe
- Emerson Mauricio
- Styven Vásquez

- Lucas Akins
- Regan Charles-Cook
- Mikaël Cantave
- Danley Jean Jacques
- César García
- Alec Díaz

- Gerald Díaz
- Ricardo Rivera
- Chovanie Amatkarijo
- Shakeem Adams
- Steven Pierre
- Cornelius Stewart

1 rete
- Daryl Massicot
- Javorn Stevens
- Javier Alejandro Jiménez Paris
- Jayden Kruydenhof
- Tyron Perret Gentil
- Kole Hall
- Zeiko Lewis
- Djair Parfitt-Williams
- Knory Scott
- Ayrton Cicilia
- Quincy Hoeve
- Jort van der Sande
- Leandro Bacuna
- Joshua Brenet
- Joshua Zimmerman
- Chad Bertrand
- Troy Jules
- Audel Laville
- Tereso Benitez

- Francis Castillo
- Rudy Clavel
- Brayan Landaverde
- Santos Ortíz
- Kevin Santamaría
- Rafael Tejada
- Jermaine Francis
- Myles Hippolyte
- Trevon Williams
- Markhus Lacroix
- Fabrice Picault
- Mondy Prunier
- Brandon Barzey
- Donervon Daniels
- Lyle Taylor
- Leandro Antonetti
- Noeh Hernández
- Darren Ríos
- Jaden Servania

- Rodolfo Sulia
- Donavan Jn Baptiste
- Ryan Charles
- Chris Forino-Joseph
- Arkell Jude-Boyd
- Jean Carlos López
- Luiyi de Lucas
- Rafael Mata
- Erick Paniagua
- Pierre-Bertrand Arne
- Sacha Barakat
- Axel Raga
- Quinton Christina
- T-Shawn Illidge
- Imar Kort
- Gerwin Lake
- Ronan Olivacce
- Kyle Edwards
- Brandon John

autoreti
- Zafique Drew (1, pro  Bermuda)
- Quincy Hoeve (1, pro  El Salvador)

- Marcus Bredas (1, pro  Bermuda)

- Jamol Yorke (1, pro  Bonaire)